# Bejel
Il bejel, detto anche sifilide endemica, è una malattia infettiva malattia cronica a carico della cute e di altri tessuti epiteliali, causata dal batterio Treponema pallidum endemicum. Come la framboesia e la pinta, è una delle treponematosi diverse dalla sifilide.
La malattia ha diversi nomi comuni: è detta jovera nello Zimbabwe, belesh o bishel in Arabia Saudita e dichuchwa in Botswana. Si ritiene che alcune malattie antiche siano state forme ormai estinte di questa malattia, come sibbens in Inghilterra, radesyge in Norvegia durante il XVIII secolo e skerljevo in Croazia nel IX secolo.

## Epidemiologia
Il bejel ha caratteristiche di endemia in luoghi a clima arido, soprattutto nelle aree sovrappopolate e con cattive condizioni igienico-sanitarie, anche se si sono registrati casi di importazione nei Paesi del primo mondo. La malattia è diffusa soprattutto nell'area saheliana, con un'alta incidenza in Paesi come Burkina Faso, Mali, Niger e Senegal. Nel Sahel la malattia colpisce circa il 20% della popolazione, con un'incidenza paragonabile a quella esistente prima delle campagne di eradicazione della malattia realizzate dall'OMS negli anni '40 e '50.

## Clinica
Il bejel si contrae prevalentemente durante l'infanzia ed è una malattia cronica che colpisce soprattutto la pelle, il tessuto osseo e quello cartilagineo. La lesione primaria, da cui poi si originano le manifestazioni generalizzate, viene individuata solo raramente, poiché è piccola e localizzata nella mucosa orale o orofaringea.
Il quadro clinico comprende ulcere mucosali superficiali su bocca, labbra e lingua (tendenzialmente indolori), cheilite, laringite che causa raucedine, dolori ossei dovuti alla periostite e interessamento cutaneo (con lesioni come papule, condilomi piatti nel cavo orale, eccetera raucedine dovuta a laringite sifilitica, dolore osseo dovuto a periostite e interessamento cutaneo (lesioni papulari, o di altro tipo, o condilomi piatti sulla mucosa orale, labbra e lingua, nonché in altre aree umide della superficie cutanea.
Se l'infezione persiste dopo questa fase acuta, entra nella fase latente e dopo un periodo compreso tra 6 mesi e diversi anni ricompare con manifestazioni tardive: le lesioni cutanee scompaiono, lasciando cicatrici depigmentate e lesioni di consistenza gommosa sulla pelle, sulle mucose e sulle ossa che possono successivamente ulcerarsi, risultando molto distruttive, come nel caso della rinofaringite mutilante, simile a quanto si osserva nei casi di framboesia. Altre manifestazioni tardive includono periostite e alterazioni nella morfologia delle ossa (come la "tibia a sciabola", simile a quella che può osservarsi negli individui affetti da sifilide), danni neurologici, cardiaci e oftalmologici, nonché l'eventuale aborto nel secondo trimestre di gravidanza.

## Eziologia
Causa della malattia è l'infezione da parte del batterio Treponema endemicum, che morfologicamente è identico all'agente patogeno responsabile della sifilide classica (Treponema pallidum pallidum). Se la sifilide comune è una malattia a trasmissione sessuale, il bejel si trasmette in altri modi, ossia con il contatto diretto con la cute o le mucose della persona infetta; il contagio avviene anche mediante contaminazione con la saliva.

## Trattamento
Per il trattamento del bejel è prevista un'unica somministrazione di benzilpenicillina per via intramuscolare, ossia lo stesso trattamento usato in passato nel corso delle campagne di eradicazione dell'infezione. La dose raccomandata è inferiore a quella prevista per la sifilide venerea e consiste in 1 200 000 unità negli adulti e 600 000 nei bambini. Questa dose garantisce concentrazioni ematiche di antibiotico sufficienti ad eliminare i batteri nel giro di 3 settimane e, in una certa misura, a prevenire eventuali reinfezioni durante quel periodo.
Possono essere utilizzati anche altri antibiotici, come l'azitromicina, già dimostratasi efficace nella cura della framboesia e che può quindi essere somministrata anche nei casi di bejel o di pinta, date le analogie nella patogenesi e le somiglianze tra gli agenti eziologici di queste malattie infettive.